# Liste der Bischöfe von Lewes
Die Liste der Bischöfe von Lewes stellt die bischöflichen Titelträger der Church of England, der Diözese von Chichester, in der Province of Canterbury dar. Der Titel wurde nach der Stadt Lewes benannt.
| Liste der Bischöfe von Lewes | Liste der Bischöfe von Lewes | Liste der Bischöfe von Lewes | Liste der Bischöfe von Lewes                           |
| Von                          | Bis                          | Name                         | Anmerkungen                                            |
| ---------------------------- | ---------------------------- | ---------------------------- | ------------------------------------------------------ |
| 1909                         | 1914                         | Leonard Burrows              | danach Bischof von Sheffield                           |
| 1914                         | 1920                         | Herbert Jones                |                                                        |
| 1920                         | 1926                         | Henry Southwell              |                                                        |
| 1926                         | 1928                         | Thomas Cook                  |                                                        |
| 1928                         | 1929                         | William Streatfeild          |                                                        |
| 1929                         | 1946                         | Hugh Hordern                 |                                                        |
| 1946                         | 1959                         | Geoffrey Warde               | Vorher Dean von Gibraltar sowie Erzdiakon von Carlisle |
| 1959                         | 1977                         | James Morrell                |                                                        |
| 1977                         | 1992                         | Peter Ball                   | danach Bischof von Gloucester                          |
| 1992                         | 1996                         | Ian Cundy                    | danach Bischof von Peterborough                        |
| 1997                         | 2012                         | Wallace Benn                 |                                                        |
| 2014                         | 2020                         | Richard Jackson              | danach Bischof von Hereford                            |
| 2020                         | Gegenwart                    | Will Hazlewood               |                                                        |